# Lecideaceae
Lecideaceae es una familia de hongos liquenizados en el orden Lecideales (Ascomycota, clase Lecanoromycetes).

## Géneros
Según una estimación del 2020, Lecideaceae contiene 29 géneros y unas 260 especies.
- Amygdalaria Norman (1852) – 11 spp.
- Bahianora Kalb (1984) – 1 spp.
- Bellemerea Hafellner & Cl.Roux (1984) – 10 spp.
- Bryobilimbia Fryday, Printzen & S.Ekman (2014) – 6 spp.
- Catarrhospora Brusse (1994) – 2 spp.
- Cecidonia Triebel & Rambold (1988) – 2 spp.
- Clauzadea Hafellner & Bellem. (1984) – 7 spp.
- Cryptodictyon A.Massal. (1860) – 2 spp.
- Eremastrella S.Vogel (1955) – 2 spp.
- Farnoldia Hertel (1983) – 6 spp.
- Immersaria Rambold & Pietschm. (1989) – 8 spp.
- Koerberiella Stein 1879) – 2 spp.
- Labyrintha Malcolm, Elix & Owe-Larss. 1995) – 1 sp.
- Lecidea Ach. (1803) – ca. 100 spp.
- Lecidoma Gotth. Schneid. & Hertel (1981) – 1 sp.
- Lopacidia Kalb (1984) – 1 sp.
- Melanolecia Hertel (1981) – 7 spp.
- Pachyphysis R.C.Harris & Ladd (2007) – 1 sp.
- Paraporpidia Rambold & Pietschm. (1989) – 3 spp.
- Poeltiaria Hertel (1984) – 8 spp.
- Poeltidea Hertel & Hafellner (1984) – 3 spp.
- Porpidia Körb. (1855) – 51 spp.
- Porpidinia Timdal (2010) – 1 sp.
- Pseudopannaria (B.de Lesd.) Zahlbr. (1924) – 1 spp.
- Rhizolecia Hertel (1984) – 1 sp.
- Romjularia Timdal (2007) – 1 sp.
- Schizodiscus Brusse (1988) – 1 sp.
- Stenhammarella Hertel (1967) – 1 sp.
- Stephanocyclos Hertel (1983) – 1 sp.
- Xenolecia Hertel (1984) – 2 spp.